# سیارک ۱۳۲۴۰
سیارک ۱۳۲۴۰ (به انگلیسی: 13240 Thouvay، نامگذاری:1998KJ1) سیزده هزار و دویست و چهلمین سیارک کشف شده‌است که در ۱۸ مه ۱۹۹۸ کشف شد.
قدر مطلق سیارک برابر ۱۴.۱ است.